# Сиденко, Константин Анатольевич
Константин Анатольевич Сиденко (род. 2 января 1974 года, Магнитогорск) — российский волейболист и волейбольный тренер, мастер спорта.

## Карьера
Константин Сиденко начинал заниматься волейболом в Магнитогорске под руководством Натальи Павловны Исаевой. В 1988 году получил предложение от Ростовского спортивного интерната. В 1991 году дебютировал в составе ростовского СКА в первой лиге чемпионата СССР и был вызван в юношескую сборную страны, с которой выиграл серебро на чемпионате мира в Порту. В составе молодёжной сборной СНГ стал бронзовым призёром первенства Европы в Познани.
В 1992 году подписал контракт с МГТУ, но спустя полгода вернулся в Ростов-на-Дону. 9 июня 1995 года в Москве дебютировал в составе сборной России в матче Мировой лиги против команды Японии.
В том же 1995 году продолжил карьеру в ЦСКА, где провёл три сезона, стал чемпионом России и дважды бронзовым призёром. С 1998 года выступал в зарубежных клубах — «Зираатбанке» из Анкары и «Гвардии» из Вроцлава. После возвращения в Россию играл за «Нефтяник Башкортостана», «Искру», «Динамо-Таттрансгаз», «Динамо-Янтарь», «Факел» и «Локомотив». В составе «Динамо-ТТГ» Константин Сиденко выиграл золото чемпионата России, а с «Локомотивом» побеждал в розыгрыше Кубка России и Лиге чемпионов.
В 2005 году после 10-летнего перерыва вновь был вызван в сборную России и принял участие в матчах группового этапа Евролиги и отборочного турнира чемпионата мира-2006.
В 2014 году после окончания игровой карьеры остался в новосибирском «Локомотиве» в качестве старшего тренера. Летом 2016 года возглавил коллектив высшей лиги «А» «Академия-Казань». В августе 2017 года Сиденко был главным тренером студенческой сборной России на Универсиаде в Тайбэе, где команда завоевала серебряные медали. С декабря 2018 по февраль 2020 года возглавлял уфимский «Урал». В сезоне-2020/21 ассистировал Алексею Вербову в кемеровском «Кузбассе», а с осени 2021 года работал вместе с Вербовым в казанском «Зените». 
С июня 2022 по октябрь 2023 года возглавлял женский клуб «Локомотив» (Калининград). В начале 2024 года стал главным тренером подмосковного «Заречья-Одинцово». Летом 2024 года Сиденко вернулся в тренерский штаб казанского «Зенита».

## Достижения

### В игровой карьере
- Чемпион России (1995/96, 2006/07), серебряный (2013/14) и бронзовый (1996/97, 1997/98, 2008/09) призёр чемпионатов России.
- Обладатель Кубка России (2011), бронзовый призёр Кубка России (1997, 2004).
- Победитель Лиги чемпионов (2012/13).
- Серебряный призёр чемпионата мира среди юношей (1991).
- Бронзовый призёр чемпионата Европы среди молодёжных команд (1992).

### В тренерской карьере
В должности главного тренера
- С мужской студенческой сборной: серебряный призёр Универсиады (2017).
- С калининградским «Локомотивом»: финалист Кубка России (2022), серебряный призёр чемпионата России (2022/23).

## Личная жизнь
В 2001 году окончил факультет физической культуры и спортивного мастерства Магнитогорского государственного университета.
Сын Константина Сиденко Егор (1999 г. р.) — волейболист, выступает за оренбургский «Нефтяник», дочь Екатерина (2008 г. р.) — волейболистка молодёжной команды «Динамо-Ак Барс»-УОР.